# 非洲紅蜻蜓
非洲紅蜻蜓（學名Trithemis kirbyi），原產於非洲納米比亞、阿爾及利亞、安哥拉、貝寧、博茨瓦納、布基納法索、科摩羅、剛果民主共和國、象牙海岸，亦常見於南歐、中東、印度洋島嶼。棲息於亞熱帶或熱帶潮濕低地森林。